# سه‌برگه

سه‌برگه معماری

یک سه‌برگه Trefoil (از لاتین  trifolium «three-leaved plant») یک نماد گرافیکی متشکل از طرح کلی از سه حلقه روی‌هم قرارگرفته است که در معماری، نمادهای بت‌پرستان و مسیحی و دیگر مناطق مورد استفاده قرار می‌گیرد. این اصطلاح برای نمادهای دیگر با شکل سه‌گانه نیز به کار می‌رود. شکلی مشابه با چهار حلقه را چهاربرگه (Quatrefoil) می‌نامند.

مشخص شده‌است
درهم آمیخته

کبوتر، که نماد روح القدس است، گاهی در شکل مشخص‌شده از سه‌برگه ترکیب‌شده با یک مثلث به تصویر کشیده می‌شود.
سه‌برگه بخشی از لوگوی آدیداس اورجینال نیز است که شامل سه نوار نیز می‌شود.